# Bibliografia de Bento XVI

Brasão pontifício de Bento XVI

As publicações de Joseph Ratzinger (Papa Bento XVI) alcançam os 600 títulos. Alguns de seus estudos não foram publicados abertamente, mas dirigidos a certos públicos, comissões e documentos eclesiásticos, e algumas das suas obras atingiram recordes de venda após a sua eleição como Papa.

## Obras

### Publicações anteriores ao papado
- San Bonaventura. La teologia della storia', Porziuncola, S. Maria degli Angeli - Assisi - 1959 /'Die Geschichtstheologie des hl. Bonaventura ('A teologia da história de São Boaventura'), Munich, 1959.
- La fraternidad cristiana (Die christliche Brüderlichkeit). Madrid, Editorial Taurus (Traducción de Jesús Collado), 1962.
- Introducción al cristianismo. Sígueme, 1969 (8a. edição).
- Principles of Christian Morality. San Francisco: Ignatius Press. 1986 [1975].
- Escatología, Herder, 1977 (2a. edição).
- Teoría de los principios teológicos. Materiales para una teología fundamental. Herder, 1985.
- Eschatology. Catholic University, 1989.
- Mirar a Cristo. Ejercicios de fe, esperanza y amor. Edicep, 1990.
- Creación y Pecado. Eunsa, 1992.
- A Igreja e a nova Europa. Verbo (Brasil), 1994.
- Ser cristiano en la era neopagana, Ediciones Encuentro, 1995.
- O sal da terra. 1997.[3]
- Imágenes de la Esperanza. Ediciones Encuentro, 1998.
- Un canto nuevo para el Señor : la fe en Jesucristo y la liturgia hoy. Salamanca, Sígueme Ediciones, 1999. ISBN 84-301-1329-0.
- Dominus Iesus. Loyola, 2000.
- Il cammino pasquale. Ancora, 2000.
- João Paulo II. 2000.
- Dios y el mundo : creer y vivir en nuestra época. Una conversación con Peter Seewald (Gott und die Welt). Barcelona, Galaxia Gutemberg; Círculo de Lectores (Traducción de Rosa Pilar Blanco), 2002. ISBN 84-8109-371-8.
- Fede, verita e tolleranza. Cantagalli, 2003.
- La comunione nella Chiesa. San Paolo Edizioni, 2004.
- Caminos de Jesucristo. Madrid, Editorial Cristiandad, 2004. ISBN 84-7057-490-6
- Introdução ao Cristianismo. Loyola, 2005.
- Fe, Verdad y Tolerancia: el Cristianismo y las religiones del mundo. Salamanca, Sígueme Ediciones (Traducción de Constantino Ruiz-Garrido), 3ª edición, 2005. ISBN 84-301-1519-6.
- Fé e Futuro. Editora Vozes, 1971. Tradução de Frei Honório Rito (Original alemão: Glaube unc Zukunft, by Kösel-Verlag KG, München, 1970).
- Entrevista com Vittorio Messori: Informe sobre a fé. Biblioteca de Autores Cristianos, 2005. ISBN 978-84-7914-783-9.

### Publicações durante o papado
- Lembranças da minha vida. Paulinas, 2006.
- Jesus de Nazaré. Esfera dos Livros, Lisboa, 2007. ISBN 978-989-626-075-0.
- Deus é Amor (Deus caritas est). Ed. Paulinas, Lisboa. ISBN 978-972-751-739-8 (encíclica).
- A Família e a Transmissão da Fé. Ed. Paulinas, Lisboa. ISBN 978-972-751-781-7.
- A Revolução de Deus. Ed. Paulinas, Lisboa. ISBN 978-972-751-717-6.
- Salvos na Esperança (Spe Salvi). Ed. Paulinas, Lisboa. ISBN 978-972-751-874-6 (encíclica).